# The Monkees
The Monkees (транскр.  Манкиз) била је америчка музичка група која је основана 1966. године Лос Анђелесу. Оригинални састав групе чинили су Мики Доленц, Мајкл Несмит, Дејви Џоунс и Питер Торк. Група се први пут окупила 1965. када су Боб Рафелсон и Берт Шнајдер створили ТВ серију The Monkees која је приказивала чланове групе који покушавају да се пробију на рокенрол сцену. Након серије до 1971. године објавили су велики број синглова који су постали планетарни хитови, а међу њима су песме Last Train to Clarksville, Pleasant Valley Sunday, Daydream Believer и I'm a Believer. Касније су се окупљали како би наступали по турнејама, а издали су и неколико студијских албума у тим периодима. Након смрти Џоунса 2012. и Торка 2019. године, Доленц и Несмит су најавили турнеју која је реализована до краја 2021. године када је и Несмит преминуо.

## Дискографија
- The Monkees (1966)
- More of The Monkees (1967)
- Headquarters (1967)
- Pisces, Aquarius, Capricorn & Jones Ltd. (1967)
- The Birds, The Bees & the Monkees (1968)
- Head (албум) (1968)
- Instant Replay (албум) (1969)
- The Monkees Present (1969)
- Changes (албум) (1970)
- Pool It! (1987)
- Justus (1996)
- Good Times! (2016)
- Christmas Party (2018)